# Aranmore

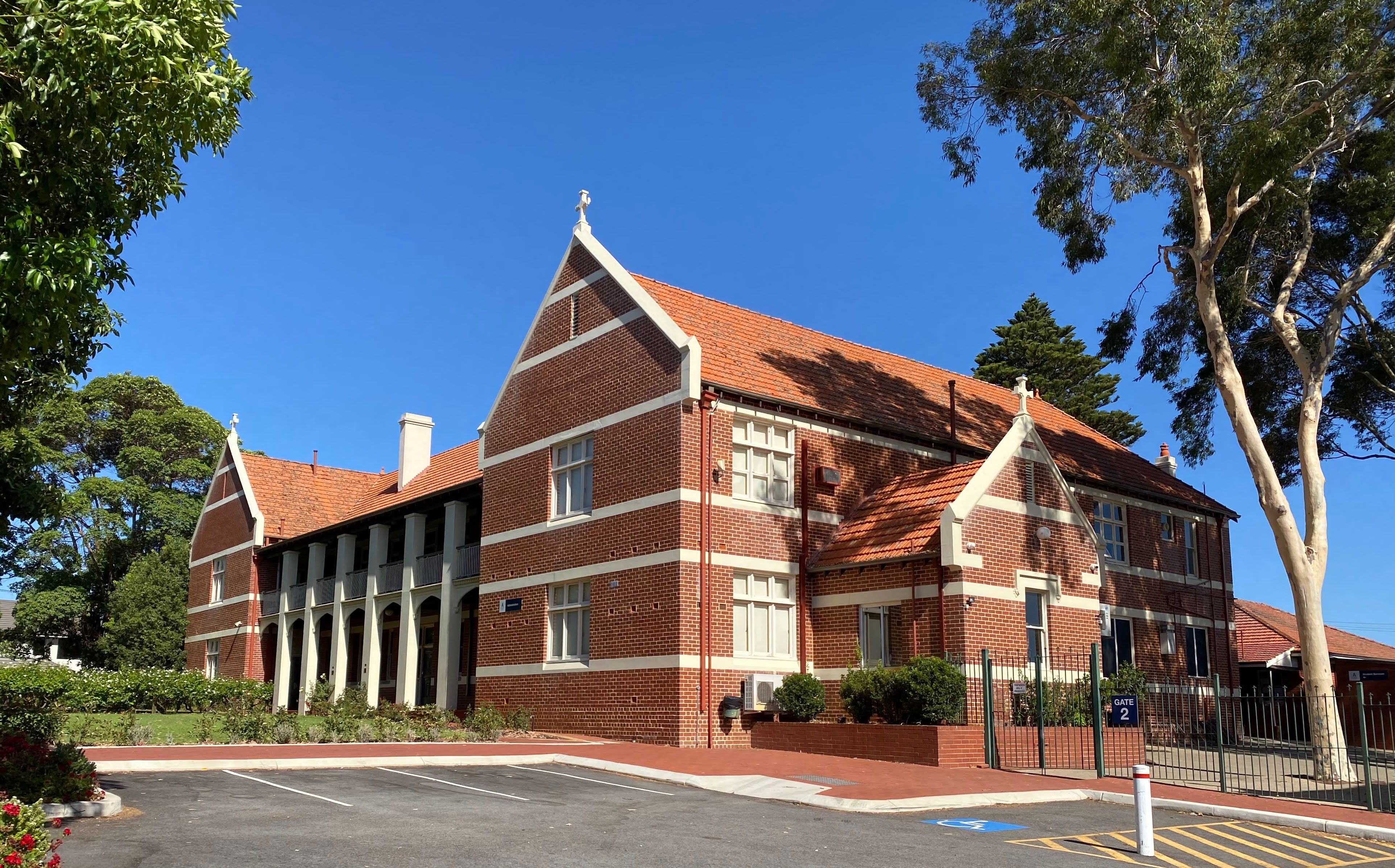

Aranmore là một trường trung học đa dân tộc tại thành phố Perth, Tây Úc, Úc. Trường nầy hiện nay có khoảng 700 học sinh và giáo viên. Tên trường được đặc từ những con đảo Aran, Ireland.

## Lịch sử
Vào năm 1903, trường này đã được tạo bởi phụ nữ Sisters of Mercy. Vào năm 1986, cả hai trường nầy và trường đối diện mà được người Christian Brothers thành lập, đều nhập thành trường hiện nay gọi là Aranmore.

## Liên kết
- http://www.aranmore.wa.edu.au